# 東塩釜テレビ中継局
東塩釜テレビ中継局（ひがししおがまテレビちゅうけいきょく）は、宮城県塩竈市にあるアナログテレビ中継局。

## 中継局概要
| 放送局名          | チャンネル | 空中線電力          | 空中線電力          | 放送対象地域 | 放送区域内世帯数 | 運用開始日    |
| ----------------- | ---------- | ------------------- | ------------------- | ------------ | ---------------- | ------------- |
| KHB東日本放送     | 47ch       | 映像500mW 音声125mW | 映像1.15W 音声290mW | 宮城県       | 1,189世帯        | 1976年11月1日 |
| NHK仙台教育テレビ | 52ch       | 映像500mW 音声125mW | 映像1.05W 音声270mW | 全国放送     | 1,189世帯        | 1974年3月30日 |
| NHK仙台総合テレビ | 54ch       | 映像500mW 音声125mW | 映像1.05W 音声270mW | 宮城県       | 1,189世帯        | 1974年3月30日 |
| TBC東北放送       | 56ch       | 映像500mW 音声125mW | 映像1.05W 音声270mW | 宮城県       | 1,189世帯        | 1975年3月29日 |
| OX仙台放送        | 60ch       | 映像500mW 音声125mW | 映像1.05W 音声270mW | 宮城県       | 1,189世帯        | 1974年3月29日 |
| MMT宮城テレビ放送 | 62ch       | 映像500mW 音声125mW | 映像1.05W 音声270mW | 宮城県       | 1,189世帯        | 1974年3月29日 |

- KHBは、2005年2月に28chから｢アナアナ変換｣で変更。開局時の送信chは、50ch[1]。
- 地上デジタル中継局開設の予定はなく、仙台本局（大年寺山）などからの電波を受信することになる[5]。
- 当初、全国一斉の2011年7月24日をもって廃止される予定だったが、同年3月11日に発生した東日本大震災の影響により、廃止が、2012年3月31日まで延期された。なお、アナログ終了時点の区域内世帯数は、東日本大震災の津波被害により上記より少ないと見られる。

## 所在地
- 塩竈市北浜二丁目3番地（女耶山）

## 放送エリア
- 仙台送信所（大年寺山）等からの電波が届きにくい本塩釜駅周辺地区をカバーしている。